# فلورندا لكان
فلورندا لكان (بالإيطالية: Florinda Bolkan)‏ (و. 1941 – م) هي ممثلة من البرازيل .

## جوائز
حصلت على جوائز منها:
- جائزة ديفيد دي دوناتيلو لأفضل ممثلة [الإنجليزية]‏ (1971).

## روابط خارجية
- فلورندا لكان على موقع IMDb (الإنجليزية)
- فلورندا لكان على موقع ألو سيني (الفرنسية)
- فلورندا لكان على موقع ميوزك برينز (الإنجليزية)
- فلورندا لكان على موقع أول موفي (الإنجليزية)
- فلورندا لكان على موقع قاعدة بيانات الأفلام السويدية (السويدية)
- فلورندا لكان على موقع ديسكوغز (الإنجليزية)
- فلورندا لكان على موقع قاعدة بيانات الفيلم (الإنجليزية)
- فلورندا لكان على موقع كينوبويسك (الروسية)